# Som en Zorro
Som en Zorro är en svensk novellfilm från 2012. Filmen hade premiär på Göteborg International Film Festival 2012. Den beskrivs som en film om vänskap och mod och konsten att överleva. Filmen är regisserad av Linda-Maria Birbeck och producerad av Leif och Helene Mohlin - Mint AB.

## Handling
Zorro och Kevin är två motsatser som har hittat varandra i sin utsatthet även om de inte vet om det själva. Zorro bor i en liten rörig lägenhet tillsammans med storasyster Zavanna och deras alkoholiserade mamma Meta. De lever ett kaotiskt liv med en total avsaknad av regler och rutiner. Meta är arbetslös och fyller tomheten efter Zorros pappa med alkohol och män och alldeles för ofta serveras det cornflakes till middag. Trots detta är hemmet fyllt med både värme och kärlek och framför allt med humor vilket gör dem till en sammansvetsad familj med starka band. Ända tills den dagen då Zavanna plötsligt tar ett drastiskt beslut som totalt vänder upp och ner på Zorros tillvaro. Zorro är avundsjuk på Kevin som i hans ögon verkar ha allt. Han bor i ett stort fint hus tillsammans med båda sina föräldrar. Hemma hos Kevin bjuds det på hemlagad middag varje dag och Kevin får i stort sett allt han pekar på. Men vad Zorro inte vet är att Kevins pappa Philip är en aggressiv man som tar ut sina frustrationer på familjen. Dessutom bär Kevin på en hemlighet som är alldeles för stor för att rymmas i en trettonårig kropp. Utanför hemmets väggar har Kevin och Zorro skapat en värld som bara är deras. Även om pojkarnas liv är långt ifrån idylliskt så skiljer de sig inte mycket från andra pojkar i samma ålder. De hänger med varandra, fantiserar om tjejer och har svårt att stå emot de frestelser som erbjuds i den värld de rör sig i. Som en Zorro skildrar barns utsatthet och handlar om att överleva. Men framför allt är det en historia om vänskap och mod som visar att faktiskt allt är möjligt.

## Om filmen
Filmen spelades in i Malmö sommaren 2011 och hade premiär på Göteborg International Film Festival 2012 där den vann både vann Stora novellfilmspriset och Publikpriset. 
Juryns motivering löd: "Som i en dröm, och samtidigt så realistisk. Skört och vackert. Med ett bildspråk som fyller historien ut i kanterna. En berättelse som är lika ful och hård, som den är vacker och hoppfull. Filmmanus och regi, med absolut gehör, med lika stora delar värme och vrede. Helt enkelt: bäst i test!".

## Rollista
- Harry Thorfinn — Zorro
- Osvald Harryson — Kevin
- Annika Hallin — Meta
- Amanda Davin — Zavanna
- Fredrik Gunnarsson — Philip
- Petra Fransson — Eva
- Bibi Lenhoff — Chloe
- Felicia Ljungberg — Sophie
- Magnus Schmitz — Gurkan
- Harald Leander — Läraren
- Yosef Laham — kille på skolgård
- Ebba Even Piekaar — Rosie
- Jan Rusch — Kryckan
- Åke Ström — Rullstolsmannen
- Tony Hultqvist — mannen i sängen

## Fotnoter
1. 1 2 3 4 5 6 7 8 9 10 11 12 13 14 15 16 17 18  Svensk Filmdatabas, Svenska Filminstitutet, läs online, läst: 30 juni 2022.[källa från Wikidata]
2. ↑  Göteborg International Film Festival ”Dragon Awards” Arkiverad 13 januari 2013 hämtat från the Wayback Machine. vinnare, giff.se. Läst 2012-07-15.